# Рецбаніїт
Рецбаніїт (рос. рецбаниит; англ. rezbanyite; нім. Rezbanyit m, Retzbanyit m) — мінерал, складний сульфід свинцю, міді і бісмуту ланцюжкової будови.

## Загальний опис
Хімічна формула: Pb3Cu2Bi10S19. Містить (%): Pb — 18,03; Cu — 3,69; Bi — 60,62; S — 17,66.
Сингонія ромбічна. Утворює суцільні дрібнозернисті і щільні агрегати, голчасті кристали.
Спайність недосконала.
Густина 6,0-7,2.
Твердість 2,5-3,0.
Колір світлий, свинцево-сірий.
Злам нерівний. Непрозорий.
Блиск металічний, сильний.
Риса чорна.
Знайдений у зростанні з халькопіритом, кварцом і доломітом.
Недостатньо вивчений. Рідкісний. Свинцево-сіра руда бісмуту з родовища Беіца-Біхорулуй (Румунія). Знайдений також у Гладхаммар (Швеція), Джида (Забайкалля, Росія).
За назвою родовища Беіца Біхорулуй (угорською Рецбаня) в Румунії, A.Frenzel, 1882.